# Уильямс, Чарльз Уолтер Стансби
Чарльз Уолтер Стансби Уильямс (англ. Charles Walter Stansby Williams, 20 сентября 1886, Лондон—15 мая 1945, Оксфорд), британский писатель, поэт и литературный критик, теолог. Член литературного общества «Инклингов».

## Биография
Чарльз Уильямс был единственным ребёнком в семье служащего, Ричарда Уолтера Стансби Уильямса. Учась в лондонской школе Сент-Олбани, за большие успехи в учёбе был награждён правом обучения в престижном Университетском колледже Лондона.
Из-за финансовых трудностей в семье был вынужден прервать своё образование и в 1908 поступить на работу в издательство «Oxford University Press». Вначале Уильямс работал корректором, а позже занял одну из ведущих позиций в руководстве издательства, оставаясь там до самой смерти.
Одновременно Уильямс активно занимался литературным творчеством. Хотя Уильямс не имел высшего образования, за многолетнюю издательскую и литературную деятельность ему была присуждена почётная степень магистра искусств Оксфордского университета.
В 1917 Уильямс женился на Флоренс, урожденной Конвей, дочери торговца скобяными изделиями. От этого брака родился сын, единственный в семье.